# Савез комуниста Југославије
Савез комуниста Југославије (скраћено СКЈ; мкд. Сојуз на комунистите на Југославија, словен. Zveza komunistov Jugoslavije) до 1952. Комунистичка партија Југославије (скраћено КПЈ; мкд. Комунистичка партија на Југославија, словен. Komunistična partija Jugoslavije) била је комунистичка партија бољшевичког типа у Југославији. Основана је априла 1919. у Београду под називом Социјалистичка радничка партија Југославије (комуниста) (скраћено СРПЈ(к); мкд. Социјалистичка работничка партија (комунисти), словен. Socialistična delavska partija (komunistov)). Након почетног успеха на изборима 1920, краљевска влада јој је забранила рад и она је остала илегална револуционарна организација све до почетка Другог светског рата, 1941. године.
Током рата од 1941. до 1945. године, предводила је Народноослободилачки партизански покрет, који је поразио силе Осовине и њихове марионетске савезнике, ослободио Југославију, и победио у грађанском рату.
Након ослобођења, партија је брзо учврстила своју моћ, променила из темеља државно уређење и увела једнопартијски систем у новој Југославији. Партија се распала на свом Четрнаестом конгресу, јануара 1990. године, а убрзо затим је дошло до грађанског рата и распада Југославије.
Партија, на чијем челу је од 1937. до 1980. године био Јосип Броз Тито, је била прва комунистичка партија на власти у историји комунистичког покрета која се отворено супротставила заједничкој политици коју је диктирао Совјетски Савез и била је избачена из Информбироа 1948. године, када је Стаљин оптужио Тита за национализам и скретање удесно. Након унутрашњих чистки, партија је променила име у Савез комуниста Југославије и усвојила политику радничког самоуправљања и независног комунизма, познату као титоизам.

## Формирање Социјалистичке радничке партије Југославије (комуниста)
Крајем XIX и почетком XX века у готово свим југословенским земљама оснивају се радничке партије. Први светски рат је ушао у раднички покрет као прихватање основних смерница Друге Интернационале о супротстављању рату и ратним опасностима. Победа Октобарске револуције (1917) била је подстицај за дубља револуционарна кретања. Револуционарно буђење маса проширује се под утицајем повратника из Октобарске револуције из Русије и револуције у Мађарској 1919. године.
У време стварања Краљевине СХС, у децембру 1918. године, руководства социјалдемократских партија Србије и Босне и Херцеговине дала су иницијативу за уједињење радничких организација у новој држави. Конгрес уједињења социјалдемократских партија и организација, одржан у Београду од 20. до 23. априла 1919. године.
На Конгресу је био присутно 432 делегата која су заступали 130.000 организованих припадника класног радничког покрета из свих крајева земље. Конгрес је донео одлуку о стварању Социјалистичке радничке партије Југославије (комуниста) (СРПЈ(к)) — изјаснио се за револуцију и диктатуру пролетаријата и за приступање Комунистичкој интернационали. Усвојен је Статут партије, сличан статутима ранијих социјалдемократских партија. Изабрано је руководство партије, а за председника, односно секретара изабрани су Филип Филиповић и Живко Топаловић.
У новоосновану Партију ушли су на том Конгресу у целини Српска социјалдемократска странка, Социјалдемократска партија Босне и Херцеговине, Социјалдемократска партија Далмације и велика већина чланства Социјалдемократске странке Хрватске и Словеније.
Тада је уз учествовање истих делегата одржан и Конгрес синдикалног уједињења, који се изјаснио за јединство синдикалног покрета и изабрао Централно радничко синдикално веће Југославије (ЦРСВЈ). Одржана је и Конференција жена социјалисткиња која је прихватила програм СРПЈ(к). У Загребу је 10. октобра 1919. године основан Савез комунистичке омладине Југославије (СКОЈ) који је такође усвојио програм СРПЈ(к).

## КПЈ до завођења диктатуре
На Другом конгресу КПЈ, одржаном од 20. до 25. јуна 1920. године у Вуковару, усвојен је први програм Партије, у којем су изложене идејно-политичке основе и циљеви револуционарне борбе и промењено је име партије у Комунистичка партија Југославије. За нове секретаре партије изабрани су проф. Филип Филиповић и др Сима Марковић.
На општинским изборима у марту и августу 1920. партија је освојила општине у многим градовима (Београд, Загреб, Осијек, Скопље, Ниш и др.), а на изборима за Уставотворну скупштину, новембра 1920, добила је 59 мандата, од укупно 419 посланичких мандата и заузела треће место по броју посланика у Скупштини. У лето 1920. године КПЈ је имала преко 65.000 чланова, а уједињени синдикати око 210.000.
Сматрајући Комунистичку партију за претњу, краљ Александар је, оптужујући КПЈ да припрема преврат, искористио сукобе са жандармеријом и војском у штрајковима рудара Босне и Херцеговине и Словеније, те је објавио „Обзнану“, тј. наредио је да се до доношења Устава забрањује свака комунистичка активност.
Чим је усвојен нови устав, Скупштина је 2. августа 1921. године донела „Закон о заштити државе“, којим је комунистичка активност квалификована као злочиначка. У образложењу тог закона КПЈ је оптужена као кривац за неуспели атентат на регента Александра и атентат на министра Милорада Драшковића.
Централни комитет КПЈ одлучио је да се уз забрањену КПЈ оснује једна легална радничка партија преко које би комунисти водили борбу против буржоаске власти. У јануару 1923. одржана је у Београду земаљска конференција на којој је основана Независна радничка партија Југославије (НРПЈ). Партија је у то време имала 1.000 чланова и издавала је своје новине „Оковани радник“. Као одговор на појачану активност КПЈ 1924. године забрањен је рад НРПЈ.
У руководству Партије створене су две групе-фракције. Сукоб између фракција слабио је снагу Партије. У Бечу је од 17. маја до 22. маја 1926. одржан Трећи конгрес КПЈ. На Трећем партијском конгресу постигнуто је привидно измирење између леве и десне фракције, а за секретара је изабран Сима Марковић. Али размимоилажења су трајала и после конгреса.
25. и 26. фебруара 1928. године одржана је Осма загребачка партијска конференција која је значајна, јер је на њој победила такозвана загребачка линија. Припадници линије оштро су осудили и леву и десну фракцију у КПЈ. На конференцији је прихваћен предлог Георгијевића (Јосип Броз) да се пошаље писмо Коминтерни како би она својим ауторитетом подупрла иницијативу загребачке партијске организације у уклањању фракционаштва у КПЈ.
Четврти конгрес КПЈ одржан је у Дрездену, у Немачкој од 6. до 12. новембра 1928. године, истакао је да се Југославија налази пред револуционарним расплетима. Конгрес је осудио леву и десну фракцију. За политичког секретара изабран је Јован Малишић, а Ђуро Ђаковић за организационог секретара Партије. Уосталом на овом конгресу су донесене одлуке о стварању независних држава биле у саставу Краљевине Југославије.

## КПЈ за време Шестојануарске диктатуре
Политичка криза која је настала након убиства у Скупштини, утицала је да краљ Александар 6. јануара 1929. године изврши државни удар, укине Устав из 1921, распусти Народну Скупштину и заведе диктатуру је значила обрачун са левичарским покретима и партијама.
На иницијативу Коминтерне, КПЈ је позвала народ да се оружано супротстави диктатури. Влада генерала Петра Живковића после овог позива је кренула свим средствима да уништи КПЈ. Прва жртва је био политички секретар КПЈ Ђура Ђаковић. У овим акцијама полиције и режима страдали су још и Никола Хећимовић, секретар Црвене помоћи, као и чланови ЦК КПЈ Марко Машановић, Риста Самарџић, Божо Видас Вук, Брацан Брацановић и седморица секретара СКОЈ-а.
До средине 1932. године, само пред Државним судом за заштиту државе одржана су 83 судска процеса против комуниста. На робију од 15 година осуђени су између осталих: Јосип Краш, Ђуро Пуцар, Иван Милутиновић, Отокар Кершовани, Едвард Кардељ, Јован Веселинов, Александар Ранковић, Борис Кидрич и остали.
Од 1929. до 1932. неколико пута су смењивани челни људи Партије. У лето 1930. године, по одлуци Коминтерне, на челу новог руководства дошли су Филип Филиповић и Антун Маврак. Већ наредне године формирано је привремено руководство с Филипом Филиповићем на челу, а 1932. ту функцију преузима Милан Горкић.

## КПЈ од 1931. до 1941. године
Године 1932. обновљено је више покрајинских организација КПЈ у Словенији, Босни и Херцеговини, Војводини и Црној Гори. Тај процес је убрзан током 1933. и 1934. године, када су посебно дошле до изражаја последице економске кризе. На развитак и активност КПЈ у овом раздобљу негативно је утицала чињеница да је њен Централни комитет био у иностранству, без чвршћих веза с организацијама и без пунијег увида у политичка кретања у земљи.
Стабилизација КПЈ уследила је на Четвртој земаљској конференцији одржаној 24. и 25. децембра 1934. године у Љубљани, када је Јосип Броз Тито изабран за члана ЦК КПЈ.
Пошто Централни комитет, који се налазио у иностранству, није могао ефикасно да утиче на рад партијских организација, средином 1935. године образован је Земаљски биро ЦК као оперативни орган у земљи, који је допринео чвршћем повезивању и усмеравању активности партије. Крајем 1935. КПЈ је имала око 3.000 чланова.
Да би спречио ширење револуционарног покрета, режим је појачао прогоне против КПЈ. Крајем 1935. уследила је полицијска провала у којој је до марта 1936. ухапшено 950 чланова КПЈ, међу којима и највећи део руководства у земљи. Због тога је у Бечу одржан Априлски пленум ЦК КПЈ. На њему су дошли до изражаја сукоби у врху Комунистичке партије Југославије. Тзв. "левичари" су иступили против Милана Горкића, сматрајући га амбициозним каријеристом који је изгубио сваку везу са земљом. Одржавање непријављеног пленума изазвало је драстичну реакцију од стране Коминтерне. Коминтерна је због овога распутила Централни комитет КПЈ. Извршни комитет Коминтерне је средином исте године сазвао саветовање руководећег кадра КПЈ у Москви. Горкићеви главни противници - Владимир Ћопић, Карло Худомаљ и Стјепан Цвијић - су уклоњени из руководства КПЈ, јер је Коминтерна проценила да су они криви за Априлски пленум.
У складу са одлуком Коминтерне о преласку руководства КПЈ у земљу и о његовом формирању из редова људи који су израсли у самом покрету, одлучено је да Јосип Броз, члан Политбироа ЦК, оде на рад у земљу са задатком да припреми формирање новог руководства. Од децембра 1936, када је с посебним овлашћењима дошао у земљу, Јосип Броз Тито вршио је одлучујући утицај на развој и делатност КПЈ, да би у августу 1937, пошто је Коминтерна опозвала Милана Горкића, и формално преузео руковођење партијом.
Током 1937. године унутар КПЈ су формиране Комунистичка партија Хрватске и Комунистичка партија Словеније.

### КПЈ и грађански рат у Шпанији
Након позива Коминтерне свим интернационалцима да се прикључе ослободилачком рату шпанског народа на Пиринеје, велики је био одзив припадника КПЈ. Главна база за регрутовање бораца била је у Паризу. На Пиринејским пољима се борило 1.700 југословенских добровољаца, од чега је 700 погинуло, а већина је пребегла у Француску после победе Франкове армије. Пред Мадридом је погинуо и Благоје Паровић, члан ЦК КПЈ и политички комесар 13. интернационалне бригаде.

### КПЈ и Стаљинове чистке
Јосиф Стаљин је елиминисао потенцијалне конкуренте по свом нахођењу. Проглашавао је комунисте за Троцкисте, Бухариновце, Петоколонаше и наређивао њихову физичку ликвидацију. Служба НКВД одиграла је пресудну улогу у егзекуцијама. Већина оптуженика је била хапшена и одвођена у затвор Љубјанка у Москви и стрељана по кратком поступку.
У Стаљиновим чисткама су нестали и југословенски комунисти: Филип Филиповић, Ђуро Цвијић, Коста Новаковић, Сима Марковић, Владимир Чопић, Раде Вујовић, Камило Хорватин. Нарочито је био сликовит пример Милана Горкића. Он је из Париза позван у Москву на реферисање. Предочена му је оптужба на преко седамдесет страна која га оптужује да је ковао планове против ЦК КПЈ. Горкић је затворен и ликвидиран.

### Пета земаљска конференција КПЈ
Од највећег значаја за припреме које је КПЈ предузимала у циљу оспособљавања за наредне историјске задатке који су се налазили, била је Пета земаљска конференција која је одржана од 19. до 23. октобра 1940. године у предграђу Загреба.
Основни закључци су били да је конференција разрадила политичку линију КПЈ у условима Другог светског рата. Партија није долазила у сукоб са Коминтерном али је слободније тумачила њену генералну линију, анализирајући националну стварност.
На крају је конференција изгласала нови Централни комитет од 29 чланова и 9 кандидата за чланове, а за генералног секретара је изабран Јосип Броз Тито. КПЈ је у то време имала 7.000, а СКОЈ 17.800 чланова.

## КПЈ у рату и револуцији
Првих дана маја 1941. године у Загребу је одржано партијско саветовање на коме је Централни комитет Комунистичке партије Југославије оценио је да су унутрашњи догађаји наметнули да се на ширем форуму партијског актива размотре мартовски и априлски догађаји и донесу одговарајуће одлуке за даљи развитак ослободилачке и револуционарне борбе радничке класе и народа Југославије.
Након Немачког напада на СССР, 22. јуна 1941. године, Тито сазива хитну седницу Политбироа ЦК КПЈ у Београду на којој је Централни Комитет издао проглас народима Југославије у коме га позива на оружану борбу против Немаца.
На седници Политбиро ЦК КПЈ одржаној 4. јула 1941. године у вили Владислава Рибникара у Београду, одлучено је да се од саботажа и диверзија пређе на општи устанак; да партизански рат буде основна форма развијања устанка. На састанку су присуствовали: Тито, Александар Ранковић, Милован Ђилас, Светозар Вукмановић Темпо и Иво Лола Рибар. На том састанку оформљен је Главни штаб партизанских одреда Југославије првенствено од најужег руководства Политбироа. У Главни штаб за Србију су притом ушли: Сретен Жујовић, Бранко Крсмановић, Филип Кљајић Фића, Никола Груловић и Родољуб Чолаковић.
Уследили су седмојулски пуцњи у Белој Цркви код Ваљева и почетак устанка у Србији. Већ прве године рата, КПЈ имала значајне губитке међу својим члановима. Тако су у 1941. страдали: Ратко Митровић, Божидар Аџија, Марко Орешковић Крнтија, Милан Благојевић, Раде Кончар, Драгојло Дудић и многи други.
Након повлачења са слободне територије у Србији, Политбиро је одржао састанак у Дренови, близу Пријепоља, 7. децембра 1941. Тито је под утиском пораза у Србији понудио своју оставку, али она није била прихваћена. 
На састанку је олучено да се забрањује постојање паралелних војних формација на слободној територији и да се води оружана борба са четницима.
После састанка почело је заоштравање класне борбе. Почела су секташтва и левичарска скретања. Тако је дошло до крвавих одмазди над партизанским борцима и народом на Каменој Гори, близу Нове Вароши. Ова скретања су се наставила и у Црној Гори и Херцеговини. 
Долазило је до масовних стрељања без пресуда.
Под утиском међународних дешавања, Партија је организовала Прво заседање АВНОЈ-а у ослобођеном Бихаћу. Тада је АВНОЈ донео сијасет важних одлука за будуће уређење Југославије.
У ослобођеној Фочи, донесени су „Фочански прописи“.
У прекретној години Другог светског рата (1943), Партија се налази пред великим искушењима. Проживљава велике немачке офанзиве у Босни и Црној Гори. У револуционарној 1943. Главни Штаб је изгубио још једног свог члана. На Гламочком пољу је погинуо Иво Лола Рибар, само неколико дана пре Другог заседања АВНОЈ-а у Јајцу.
На Другом заседању АВНОЈ-а, донесене су кључне одлуке ка проглашењу нове Југославије, забрањен је краљу повратак у земљу а Тито је проглашен за маршала.
У 1944. години Партија се труди да што више омасови народни покрет. Долазе и војне мисије, признавање нове Југославије и почетак ослобођења земље. И у овој години, Партија губи велики број својих чланова. Тако је страдао генерал Франц Розман Стане. По уласку у Србију погинуо је заменик команданта Друге пролетерске бригаде Миодраг Миловановић Луне.
У завршној години рата, Партија ради на организацији и раду земље после ослобођења. Сурово се обрачунава са петоколонашима и народним непријатељима. У том периоду губи још једног члана Политбироа. На прелазу у ослобођени Београд погинуо је члан Главног Штаба Народноослободилачке војске Иван Милутиновић. На крају године смртно је страдао генерал Петар Драпшин, а на Косову је убијен Секретар месног комитета КП Косова и Метохије Миладин Поповић.
29. новембра 1945. године народно председништво проглашава, у Уставотворној скупштини, Федеративну Народну Републику Југославију и с том одлуком дефинитивно укида у Југославији монархију на челу са Петром II Карађорђевићем и целом династијом Карађорђевића.
Партија се окреће изградњи земље. Најважније питање које се пред њом постављало јесте било питање аграрне реформе.

## КПЈ и сукоб са Информбироом
Почетак разлаза између КПЈ и СКП(б) започет је резолуцијом Информбироа 1948. у Букурешту. Још пре доношења резолуције, КПЈ је искључила из Политбироа Сретена Жујовића Црног и Андрију Хебранга јер су се окренули против петогодишњег плана за изградњу земље и јер су се залагали да треба у свему следити Совјетске принципе.
Јединственост КПЈ према резолуцији Информбироа је показана на Петом конгресу у Београду. На овом Конгресу Југословенски ЦК се бранио од Информбировских клевета и исказао жељу да се са још већом снагом изгради социјализам у земљи.
У великој дворани Војнопешадијског училишта, исто оној у којој је 1946. одржано суђење Дражи Михаиловићу, окупило се 21. јула 1948. 2.344 делегата изабраних од 468.175 чланова КПЈ, колико их је било у јулу 1948. године.
Конгрес је заседао шест дана. Избор за нови ЦК је био последњег дана. Изборна комисија на челу са Милошем Минићем је прогласила резултате гласања око поноћи. За Тита је гласало 2.318 делегата, а само је 5 делегата је било против тј. прихватило Стаљинову линију. Тако је ново поверење добио стари ЦК, са Титом на челу.
Јануара 1949. одржан је III Пленум ЦК КПЈ на коме је дата пуна подршка КПЈ у даљем изграђивању социјализма у земљи.
Након друге резолуције Информбироа (ИБ)-а у Будимпешти 1949. КПЈ је још више клеветана у земљама источног Лагера.
Поједини њени чланови су проглашавани троцкистима, шпијунима, агентима и петоколонашима. Дошло је до великих кадровских промена у партији. У време борбе са Информбироом (1948—1956), евидентирано је 55.663 лица која су се изјаснила за Стаљинову линију. Сукоб са информбироом је доста коштао КПЈ. Долазило је до искључивања, одузимања ордена, споменица, заслуга, избацивања са посла и затварања.
Биланс сукоба КПЈ са ИБ-ом изгледа овако: За Резолуцију Информбироа су се изјаснила 2.616 политичка функционера, 3 члана Политбироа ЦК КПЈ (Жујовић, Хебранг, Нешковић), 8 чланова КПЈ, 16 чланова ЦК републичких КП, 50 чланова обласних комитета и 733 члана среских комитета.
За Резолуцију Информбироа су се определила 28.880 учесника Народноослободилачког рата и 4.153 припадника Југословенске армије.
Укупно је у борби са ИБ-ом избачено из Партије 75% чланова Партије. Они су попуњавани врло брзо новим, млађим снагама, верним линији којом иде КПЈ. Ипак, сукоб са Информбироом није био нимало пријатан и ставио је Партију на највећа искушења до тада.

## Савез комуниста Југославије
У јеку борбе са Информбироом, у Загребу је од 2. до 7. новембра 1952. био одржан Шести конгрес КПЈ, на коме је дата оцена искуства борбе против Стаљина, а такође је изречена и критика стаљинизма као друштвеног система. На Конгресу је КПЈ утврдила основни правац друштвеног развоја на основама самоуправљања. У исто време започето је мењање револуционарне организације у складу са новим друштвеним условима и потреби при преласку на самоуправљање. Конгрес је усвојио извештај Тита и констатовао да увођење радничког самоуправљања у предузећима има одлучујући значај за даљи развој и учвршћивање социјалистичке демократије у земљи.
Конгрес је предложио да Народни фронт прерасте у јединствену и активну масовну политичку организацију радног Социјалистички савез радног народа Југославије (ССРНЈ).
Конгрес је решио да Комунистичка партија Југославије промени назив у Савез комуниста Југославије, по Савезу између комунистичких Партија коју је некад предлагао Лењин.
После привремене стабилизације партије, долази нова бура. Због својих чланака у листу Нова мисао, Милован Ђилас је скренуо пажњу на себе. Овакви чланци су имали превише либералистички карактер и критику комунизма.
На III Пленум Савеза комуниста Југославије у Београду јануара 1954. Пленум је донео одлуку да је Милован Ђилас водио линију супротну политичкој линији читавог Савеза, да је унео забуну у јавности и нанео озбиљну штету комунистима и читавој земљи, да се лично изоловао из читавог савеза и својим радовима утирао пут ка разбијању идејног и организационог јединства Савеза комуниста Југославије, па је зато Милова Ђилас искључен из ЦК СКЈ, удаљен са свих функција и кажњен последњом опоменом. Касније је на састанку основне организације у београдском рејону у коме живи искључен и из Партије.
Након стабилизације односа са Совјетским Савезом и завршетка дуготрајне борбе са Информбироом, Савез комуниста Југославије наставља са учвршћивањем своје линије. 
Седми конгрес СКЈ одржан је у Љубљани априла 1958. године у присуству 1.795 делегата.
Конгрес је истакао да је развијање друштвеног самоуправљања један од главних задатака комуниста. Седми конгрес је усвојио нови Програм Савеза комуниста, који је означио циљеве за које се боре комунисти Југославије у спољној и унутрашњој политици.
Децембра 1964. године у Београду је одржан Осми конгрес СКЈ, који је дао свестрану анализу резултата и успеха, стабилности и тешкоћа у развитку југословенске земље. На њему су постављене идејне основе и створени предуслови за привредну и друштвену реформу.
Јула 1966. године одржан је Брионски пленум ЦК СКЈ који је искључио Александра Ранковића и Светислава Стефановића због злоупотреба Службе државне безбедности. 
У Београду је марта 1969. године одржан Девети конгрес СКЈ, на којем је главни реферат поднео Тито. На овом конгресу доминирала су питања у вези са спровођењем привредне и друштвене реформе у Југославији. У спољној политици СКЈ, ће се убудуће борити за учвршћивање независности, поштовања суверенитета и за равноправне односе међу народима и државама.
СКЈ се налази у озбиљној кризи 1970, 1971. и 1972. године. Појава МАСПОК-а у Хрватској и рађање либералистичких идеја у Србији су почели да из темеља љуљају читав СКЈ. Након првих појава националистичких схватања у Хрватској, дошло је до реакције у ЦК СКЈ ради сузбијања оваквих појава.
О овим променама у Хрватској говорила је Савка Дабчевић-Кучар. Она је поднела реферат у коме је подржавана таква линија од стране ЦК Савеза комуниста Хрватске. На 22 седници ЦК СКЈ Савка Дапчевић је потврдила да је масовни покрет у Хрватској део политике Савеза комуниста Хрватске. За консолидацију политичке ситуације у земљи значајна је 21. Седница Председништва СКЈ у Карађорђеву где је Тито осудио овакве промене у Хрватској. После овога своје оставке су поднели Савка Дабчевић, Милош Жанко, Мика Трипало, Перо Пиркер, Марко Копртла и Јанко Бобетко. Такође је одлучено да се са досадашњих функција смене досадашњи председник и потпредседник ЦК Загреба Срећко Бијелић и Драгутин Харамија, а за новог председника ЦК СКХ изабрана је Милка Планинц.
Дијаметрално супротно од националистичких скретања у Хрватској у Србији су се појавиле либералистичке струје у најужем руководству ЦК Србије. Акцент је био на економији тј. либералнијем економском моделу, већим овлашћењима директора привредних субјеката. Наравно то је било у супротности са Радничким самоуправљањем које је све више постајало кочница даљем економском развоју. Главни представници били су: председник ЦК СКС Марко Никезић, Секретар СКС др Латинка Перовић, Председник Покрајинског комитета ЦК Војводине Мирко Чанадановић и секретар Милош Радојичић.
Под великим притисцима, сви поменути су поднели оставке на своје функције и чланство у Савезу комуниста. После тога је уследила велика „чистка“ међу привредницима у Србији и велики број директора фирми, успешних привредника је смењен. То је имало озбиљне последице на економски развој Србије.
Уместо Никезића и Перовићеве изабрани су др Тихомир Влашкалић и Никола Петровић.
Маја 1974. године у Београду је одржан Десети конгрес СКЈ на коме је главни реферат поднео Тито. Конгрес је усвојио реферат и дао једнодушну подршку даљем учвршћењу равноправности, братства и јединства народа и народности и још већу афирмацију спољне несврстане политике.
Једанаести конгрес СКЈ је одржан у Београду јуна 1978. године. Тито подноси реферат „Савез комуниста Југославије у борби за даљи развитак социјалистичке самоуправне и несврстане Југославије“. Конгрес је обавезао комунисте да морају бити свуда где се одвија политичка и самоуправна активност радних људи и грађана.

## Криза и распад Савеза комуниста Југославије
После Титове смрти (1980), Савез комуниста Југославије на све начине покушава да очува јединство. Сви се заклињу у Тита. Колективно руководство које је дошло на место Тита је разједињено и свако гледа пре свега интересе републике коју представља.
Деведесетих година долази до најтеже кризе Савеза и коначног краја. 
Последњи покушај очувања јединства покушан је на XIV ванредном конгресу СКЈ у Београду 1990. године. На конгресу се водила оштра полемика између представника делегата Србије и Словеније. Делегати из Србије су предлагали очување јединства СКЈ, док су делегати Словеније захтевали лабавији савез тј. стварање Савеза радничких савеза комуниста. Након два дана вербалног рата између Срба и Словенаца 22. јануара 1990. у 22,30 председник Савеза комуниста Словеније Милан Кучан, пружа руку и поздравља Милана Панчевског, председавајућег и креће према излазу из дворане, заједно са 106 словеначких делегата, а недуго потом, после краћег убеђивања и консултација, а као знак подршке словеначком руководству, уследио је и излазак делегата из Савеза комуниста Хрватске предвођених својим председником Ивицом Рачаном.
Око поноћи 22. јануара 1990. конгресна дворана је испражњена.
Тако се Савез комуниста Југославије политички дезинтегрисао и формално престао да постоји. Кренуло је отцепљење република а ускоро крвави грађански рат у Словенији, Хрватској и Босни, што је означило крај Авнојске Југославије.

## Вође Комунистичке партије Југославије / Савеза комуниста Југославије

### Секретари Комунистичке партије Југославије
| Име | Трајање мандата                   | Функција, белешке                                                  |
| --- | --------------------------------- | ------------------------------------------------------------------ |
| Филип Филиповић (први) Живко Топаловић (други)                                                                                     | април 1919 — јун 1920.            | политички секретари                                                |
| Владимир Ћопић | април 1919 — јун 1920.            | организациони секретар                                             |
| Павле Павловић Јакоб Ластрић | јун 1920 — август 1921.           | Председници Централног партијског већа                             |
| Филип Филиповић Сима Марковић | јун 1920 — август 1921.           | политички секретари                                                |
| Владимир Ћопић | јун 1920 — август 1921.           | организациони секретар                                             |
| Након забране легалног деловања 1921, вођство над Партијом преузело је, јуна 1921, Алтернативно централно партијско руководство:   |                                   |                                                                    |
| Коста Новаковић Триша Кацлеровић Моша Пијаде                                                                                       | август 1921 — јул 1922.           | Алтернативно централно партијско руководство                       |
| Раскол у руководству одвео је до формирања Извршног комитета Комунистичке партије у емиграцији, односно опозиције руководству КПЈ: |                                   |                                                                    |
| Сима Марковић | септембар 1921 — јул 1922.        | Извршни комитет Комунистичке партије у емиграцији                  |
| фракције су уједињене на Првој земаљској конференцији КПЈ одржаној у Бечу јула 1922.                                               |                                   |                                                                    |
| Сима Марковић | јул 1922 — мај 1923.              | секретар                                                           |
| Триша Кацлеровић | мај 1923 — мај 1926.              | секретар                                                           |
| Сима Марковић | мај 1926 — април 1928.            | политички секретар                                                 |
| Радомир Вујовић | мај 1926 — април 1928.            | организациони секретар                                             |
| Коминтерна је априла 1928. сменила дотадашњи састав Централног комитета и именовала привремено руководство.                        |                                   |                                                                    |
| привремено руководство под Ђуром Ђаковићем                                                                                         | април — новембар 1928.            |                                                                    |
| Јован Малишић | новембар 1928 — пре 1934.         | политички секретар                                                 |
| Ђуро Ђаковић | новембар 1928 — април 1929        | организациони секретар                                             |
| Партијско руководство је од 1930. било у изгнанству у Бечу, без контакта са Југославијом до 1934.                                  |                                   |                                                                    |
| Милан Горкић | децембар 1934 — новембар 1936.    | политички секретар                                                 |
| Милан Горкић | новембар 1936 — 23. октобар 1937. | генерални секретар; смакнут у Москви 1. новембра 1937.             |
| Јосип Броз Тито | новембар 1936 — мај 1938.         | организациони секретар; од децембра 1936. налазио се у Југославији |
| привремено руководство под Јосипом Брозом Титом                                                                                    | мај 1938 — март 1939.             |                                                                    |
| Јосип Броз Тито | март 1939 — 4. мај 1980.          | генерални секретар; од 4. октобра 1966. председник СКЈ             |

### Председници Председништва ЦК СКЈ
| Име                | Почетак мандата   | Крај мандата      | Организација                        |
| ------------------ | ----------------- | ----------------- | ----------------------------------- |
| Стеван Дороњски    | 4. мај 1980.      | 20. октобар 1980. | Савез комуниста Војводине           |
| Лазар Мојсов       | 20. октобар 1980. | 20. октобар 1981. | Савез комуниста Македоније          |
| Душан Драгосавац   | 20. октобар 1981. | 29. јун 1982.     | Савез комуниста Хрватске            |
| Митја Рибичич      | 29. јун 1982.     | 30. јун 1983.     | Савез комуниста Словеније           |
| Драгослав Марковић | 30. јун 1983.     | 26. јун 1984.     | Савез комуниста Србије              |
| Али Шукрија        | 26. јун 1984.     | 25. јун 1985.     | Савез комуниста Косова              |
| Видоје Жарковић    | 25. јун 1985.     | 28. јун 1986.     | Савез комуниста Црне Горе           |
| Миланко Реновица   | 28. јун 1986.     | 30. јун 1987.     | Савез комуниста Босне и Херцеговине |
| Бошко Крунић       | 30. јун 1987.     | 30. јун 1988.     | Савез комуниста Војводине           |
| Стипе Шувар        | 30. јун 1988.     | 17. мај 1989.     | Савез комуниста Хрватске            |
| Милан Панчевски    | 17. мај 1989.     | 17. мај 1990.     | Савез комуниста Македоније          |